# MAGURA V5
MAGURA V5 (Maritime Autonomous Guard Unmanned Robotic Apparatus V-type - pomorski avtonomni stražni robotski aparat brez posadke tip V) je ukrajinski večnamenski čoln brez posadke (dron), ki je sposoben izvajati različne naloge: nadzor, izvidništvo, patruljiranje, iskanje in reševanje, protiukrepe proti minam, pomorsko varnost in bojne naloge.

## Razvoj
Novembra 2022 je ukrajinska vlada napovedala razvoj lastnega pomorskega bojnega drona z dosegom do 800 km. Dron je bil prvič predstavljen na mednarodnem sejmu obrambne industrije (IDEF), ki je potekal od 25. do 28. julija 2023 v Carigradu. 29. julija 2023 je CNN v poročilu potrdil, da MAGURA V5 ni le razstavni model, ampak že v celoti delujoč sistem.

## Uporaba
Novembra 2023 sta bili z uporabo brezpilotnih čolnov uničeni dve ruski pristajalni ladji, ki sta bili zasidrani v bazi ruske mornarice v Čornomorskem na zahodu Krima.
1. februarja 2024 je vodja ukrajinske obveščevalne službe Kirilo Budanov sporočil, da je več dronov MAGURA V5 odgovornih za potopitev ruske raketne korvete Ivanovec. Droni so napad in sledečo potopitev tudi posneli.
14. februarja 2024 je bilo več dronov MAGURA V5 uporabljenih za napad in potopitev desantne ladje Cesar Kunikov v bližini mesta Alupka na okupiranem Krimu. Droni so napad posneli, na koncu posnetka je vidna goreča ladja med prevračanjem.
5. marca 2024 so bili droni MAGURA V5 uporabljena v napadu, ki je potopil ladjo Sergej Kotov ob obali Krima. Na posnetku napada je vidnih več večjih eksplozij.
30. maja 2024 je Glavni obveščevalski direktorat Ukrajine poročal o uničenju dveh ruskih hitrih čolnov KS-701 z dronom MAGURA V5, 10. avgusta pa o uničenju še enega KS-701 v bližini naselja Čornomorske.
31. decembra 2024 je Glavni obveščevalski direktorat Ukrajine objavil posnetek na katerem je MAGURA V5 opremljen z raketami R-73 v bližini Krima sestrelil ruski helikopter Mil Mi-8, še enega pa poškodoval.
2. maja 2025 je kot prvi pomorski dron v zgodovini MAGURA V5 sestrelil ruskega lovca Su-30SM 50 km zahodno od Novorosijska.

## Tehnične značilnosti
Ukrajinsko ministrstvo za digitalno preobrazbo je novembra 2022 objavilo nekatere tehnične lastnosti drona:
- Dolžina: 5,5 m
- Bruto teža: < 1000 kg
- Območje delovanja: do 400 km
- Doseg: do 800 km
- Avtonomija: do 60 ur
- Nosilnost: do 200 kg
- Potovalna hitrost: 41 km/h
- Največja hitrost: 42 nm/h (78 km/h)
- Navigacijske metode: avtomatski GNSS, inercialna, vizualna
- Video prenos: do trije HD video tokovi
- Kriptografska zaščita: 256-bitno šifriranje
- Stroški izdelave: približno 273.000 $

Poroča se, da poleg samega drona, opremljenega s sistemom avtopilota, video podsistemi (vključno z nočnim vidom) in redundantnimi komunikacijskimi moduli in bojno enoto, vključuje zemeljsko avtonomno nadzorno postajo, transportni in skladiščni sistem ter podatkovno središče.